# Huang Daopo (cràter)
Huang Daopo és un cràter d'impacte en el planeta Venus de 29,1 km de diàmetre. Porta el nom de Huang Daopo (c. 1245-1330), fundadora de la indústria tèxtil a la Xina, i el seu nom va ser aprovat per la Unió Astronòmica Internacional el 1991.